# Oxxonian
Oxxonian è un videogioco di tipo puzzle/action pubblicato nel 1989 da Rainbow Arts. Si impersona un buffo uomo il quale si deve impegnare a rimuovere scatole colorate da un livello fino a trovare l'uscita per il prossimo. Le musiche sono di Chris Hülsbeck.